# 日本村

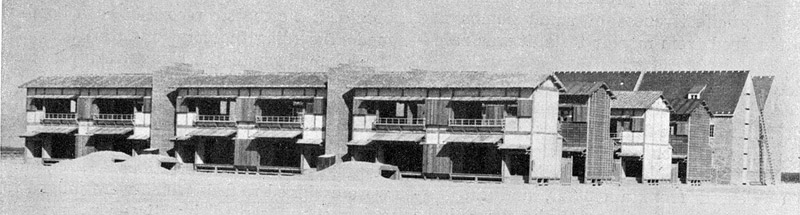
日本村（前方4列）とドイツ村（後方2列） 1943年

日本村（にほんむら、英: Japanese Village）は、1943年にアメリカ陸軍がダグウェイ実験場に建設した実験用住居の俗称。

## 概要
ダグウェイ実験場は、化学兵器および生物学兵器の厳重警備の実験施設であった。日本家屋のレプリカは何度も焼失させては再建されたが、その目的は第二次世界大戦中に日本の都市を焼き払うための焼夷弾爆撃戦術を完成させるためであった。
日本村の主任建築家は日本で長い間建築に携わったアントニン・レーモンドが設計した。日本の火災について研究し、1923年の関東大震災で起こった火事について報告書を執筆したボリス・レイミングも参加した。
実物大の日本家屋模型に対して1943年5月から9月に行われた実験でもっとも大きな成功を収めたのはナパームを使ったM69焼夷弾であった。ほかにはM47A2とM50もテストされた。また生きたコウモリを搭載したコウモリ爆弾の実験も行われた。
実験ではB-17およびB-24が通常の高度から爆弾を落とし、「村」への影響が詳細に記録された。
同時にドイツの家屋への影響を調査するため、当時のドイツで一般的な家屋を模した『ドイツ村』も建設された。

## ポピュラー・カルチャー
ジェニファー・コディ・エプスタイン著のフィクション小説『The Gods of Heavenly Punishment』で日本村の建造物およびその破壊について描かれている。